# 河北美术学院
河北美术学院（英語：Hebei Academy of Fine Arts），简称“河北美院”，是位于河北省新乐市的一所民办全日制普通本科美术高校。

## 历史沿革
1986年，石家庄燕赵中等美术专业学校建立。2002年5月24日，石家庄燕赵中等美术专业学校升格为石家庄东方美术职业学院。2009年4月12日，学校东方文化创意产业基地开工建设。2011年4月7日，中华人民共和国教育部同意在石家庄东方美术职业学院基础上建立河北美术学院，首批设置绘画、艺术设计、动画3个本科专业。2015年4月27日，学校顺利通过申请增列为学士学位授予单位和视觉传达设计、绘画、动画、环境艺术四个专业申报学士学位授权专业的审核评估。同年5月4日，正式获得学士学位授予权。2019年起，书法学、雕塑、艺术与科技、动画、数字媒体艺术、广播电视编导、服装与服饰设计、戏剧影视美术设计、影视摄影与制作、表演，播音与主持艺术等11个专业参照独立设置本科艺术院校招生办法进行招生。

## 办学条件
截止2021年10月25日，学校占地1750亩，建筑总面积54万平方米，图书馆藏书164万余册，设有美术博物馆。在校生20144人。现有本科专业34个，其中7个专业入选河北省一流专业建设点。学校自有专任教师1503人，其中硕士生导师22人，高级职称教师487人，具有硕士、博士学位教师1206人。学校建筑为欧洲罗曼式和哥特式城堡风格，被称为“中国最魔幻的大学”、“霍格沃茨中国分校”（《哈利·波特》）、“网红打卡地”。

## 院系设置
学校下设7个二级学院：
- 造型艺术学院
- 书法学院
- 建筑与艺术设计学院
- 设计艺术学院
- 影视艺术学院
- 动画数字艺术学院
- 国际教育学院

## 争议事件

### 民间借贷危机
2015年，河北美术学院法人代表甄忠义的女儿甄紫蒙因生意需要，向宋会英、甄平社等人借款，由甄忠义出面作保，并在甄忠义不知情的情况下加盖了学校公章，前后借款上亿元。2018年前后，甄紫蒙因生意需要，与包括曹晓红在内的多人签订《民间借贷合同》向后者借款，甄忠义和河北美院同样进行了担保。2019年5月，甄紫蒙因涉嫌非法吸收公众存款被刑拘，同年10月因集资诈骗罪被判处有期徒刑13年。因甄紫蒙没有还款能力，债权人曹晓红要求甄忠义和河北美院进行偿还并得到法院支持。2021年8月20日，石家庄市长安区人民法院作出民事一审判决，要求甄忠义向曹晓红偿还借款本金70.4万元及产生的利息，河北美院承担连带赔偿责任。河北美院提起上诉。2023年1月11日，石家庄中院二审对一审判决的部分内容进行调整，要求河北美院对甄紫蒙不能清偿款项（即70.4万元）的二分之一部分承担赔偿责任。同年4月，曹晓红申请强制执行，河北美院名下71万元财产直接划转指定账户。
2024年5月以来，因涉及民间借贷纠纷，宋会英、甄平社等人向新乐市人民法院申请对河北美院、甄忠义、甄紫蒙、牛增明（甄紫蒙的丈夫）、河北祖德照明设备科技有限公司（甄紫蒙夫妇经营的公司）进行强制执行，执行金额高达3.6亿元人民币。新乐市人民法院一审支持宋会英等人的诉求，认定债务由河北美院承担，石家庄市中级人民法院二审维持原判。经公安机关鉴定，甄紫蒙在2018年3月以前的借款合同上使用了河北美院公章，其中一部分为假章，之后的合同则只有甄忠义的签名，但仍然可以以此认定河北美院的连带责任。
仅2019年一年，债务问题导致河北美院出现严重危机，教职工工资被拖欠长达10个月之久，学校一度面临倒闭。截止2024年9月新学年开学前，债务问题已基本解决，部分学生对学校的未来产生疑虑，不敢贸然缴纳学费。河北美院副院长麻立峰表示，学生缴纳的部分学费会被强制转入法院指定账号，学校正常运营会受到较大影响，但不至于倒闭。校方表示，2024-2025学年秋季开学不受影响，经济纠纷只是校长女儿的个人经济纠纷，与学校无关。
河北美院内部知情人士表示，甄紫蒙小时候父母离异，和母亲一起长大。甄忠义作为父亲时常觉得对女儿有所亏欠，无论女儿提出什么要求都不会拒绝。甄紫蒙曾为筹款一事向父亲求助，但被甄忠义回绝，无奈之下才选择民间借贷。甄忠义最初为女儿作保时并不知道她是以学校的名义借款，债权人又是自己同村同宗的发小，每次签字和续签都不看合同的内容，直到2019年才知晓此事。甄紫蒙不是河北美院的职工，却能在父亲不知情的情况下轻松让公章管理人员盖上公章，甚至直接在工作人员不在场的情况下擅自从抽屉里拿出公章来盖，暴露了家族式企业的巨大漏洞，给学校造成了很大的损失。2017年11月河北美院启用新公章后，已对公章管理制度做出了相应完善，对管理上出现的漏洞进行了深刻反思。

### 接连非正常死亡事件
2025年4月，网传河北美术学院多名学生接连非正常死亡，有投毒、中毒、他杀、自杀等多种说法。